# Coppa del Mondo di snowboard cross
La Coppa del Mondo di snowboard cross è un trofeo assegnato annualmente dalla Federazione Internazionale Sci (FIS), a partire dalla stagione 1996/1997, allo snowboarder ed alla snowboarder che hanno ottenuto il punteggio complessivo più alto nelle gare di snowboard cross del circuito della Coppa del Mondo di snowboard.

## Albo d'oro
| Stagione  | Uomini                  | Uomini       | Donne                  | Donne       |
| Stagione  | Vincitore               | Nazionale    | Vincitrice             | Nazionale   |
| --------- | ----------------------- | ------------ | ---------------------- | ----------- |
| 1996/1997 | Elmar Messner           | Italia       | Karine Ruby            | Francia     |
| 1997/1998 | Alexander Koller        | Austria      | Ursula Fingerlos       | Austria     |
| 1998/1999 | Sylvain Duclos          | Francia      | Ursula Fingerlos (2)   | Austria     |
| 1999/2000 | Pontus Ståhlkloo        | Svezia       | Sandra Farmand         | Germania    |
| 2000/2001 | Pontus Ståhlkloo (2)    | Svezia       | Karine Ruby            | Francia     |
| 2001/2002 | Jasey Jay Anderson      | Canada       | Doresia Krings         | Austria     |
| 2002/2003 | Xavier De Le Rue        | Francia      | Karine Ruby            | Francia     |
| 2003/2004 | Xavier De Le Rue        | Francia      | Karine Ruby (4)        | Francia     |
| 2004/2005 | Xavier De Le Rue (3)    | Francia      | Doresia Krings (2)     | Austria     |
| 2005/2006 | Jasey Jay Anderson (2)  | Canada       | Dominique Maltais      | Canada      |
| 2006/2007 | Drew Neilson            | Canada       | Lindsey Jacobellis     | Stati Uniti |
| 2007/2008 | Pierre Vaultier         | Francia      | Maëlle Ricker          | Canada      |
| 2008/2009 | Markus Schairer         | Austria      | Lindsey Jacobellis (2) | Stati Uniti |
| 2009/2010 | Pierre Vaultier         | Francia      | Maëlle Ricker (2)      | Canada      |
| 2010/2011 | Alex Pullin             | Australia    | Dominique Maltais      | Canada      |
| 2011/2012 | Pierre Vaultier         | Francia      | Dominique Maltais      | Canada      |
| 2012/2013 | Alex Pullin (2)         | Australia    | Dominique Maltais      | Canada      |
| 2013/2014 | Omar Visintin           | Italia       | Dominique Maltais (5)  | Canada      |
| 2014/2015 | Lucas Eguibar           | Spagna       | Nelly Moenne-Loccoz    | Francia     |
| 2015/2016 | Pierre Vaultier         | Francia      | Michela Moioli         | Italia      |
| 2016/2017 | Pierre Vaultier         | Francia      | Eva Samková            | Rep. Ceca   |
| 2017/2018 | Pierre Vaultier (6)     | Francia      | Michela Moioli         | Italia      |
| 2018/2019 | Alessandro Hämmerle     | Austria      | Eva Samková            | Rep. Ceca   |
| 2019/2020 | Alessandro Hämmerle     | Austria      | Michela Moioli (3)     | Italia      |
| 2020/2021 | Alessandro Hämmerle (3) | Austria      | Eva Samková (3)        | Rep. Ceca   |
| 2021/2022 | Martin Nörl             | Germania     | Charlotte Bankes       | Regno Unito |
| 2022/2023 | Martin Nörl             | Germania (2) | Charlotte Bankes (2)   | Regno Unito |
| 2023/2024 | Éliot Grondin           | Canada       | Chloé Trespeuch        | Francia     |
| 2024/2025 | Éliot Grondin (2)       | Canada       | Léa Casta              | Francia     |